# Aniba perutilis
Aniba perutilis är en lagerväxtart som beskrevs av William Botting Hemsley. Aniba perutilis ingår i släktet Aniba och familjen lagerväxter. Inga underarter finns listade i Catalogue of Life.